# Marek Harny
Compléments
http://www.harny.pl/
Marek Harny, né le 11 septembre 1946 à Zabrze (Silésie) est un journaliste et écrivain polonais.

## Biographie
Marek Harny est diplômé en journalisme de l'Université de Varsovie. Son début littéraire était le recueil de nouvelles Unieś mnie, wielki ptaku, Emmène-moi, grand oiseau, sorti en 1975, qui lui a valu le prix Stanisław Piętak. Il est l'auteur de nouvelles et de romans, notamment policiers.
En 2003, il publie son roman Urodzony z wiatru (Né du vent), qui raconte les activités du groupement anticommuniste Wolność i Niezawisłość dans la région de Podhale immédiatement après la fin de la Seconde Guerre mondiale, dans la région où il grandit non loin de Nowy Sącz. Un autre de ses romans, Pismak, a reçu le Prix Grand Calibre lors de la 3e édition du Festival international du polar de Wrocław. Pour son roman Zdrajca (Le Traître), il a reçu en 2008 le prix FENIX de l'Association des éditeurs catholiques.
Depuis 1989, il habite à Cracovie, où il travaille pour Gazeta Krakowska.

## Œuvres publiées
Aucune œuvre n'a été traduite en français. Les titres français ci-bas sont uniquement des traductions littérales.
- Góry są w nas (Les montagnes sont en nous), Ludowa Spółdzielnia Wydawnicza, 1990  (ISBN 978-83-20-54268-4)
- Kraina naszej tęsknoty (Le Pays de notre nostalgie), Ludowa Spółdzielnia Wydawnicza, 1985  (ISBN 978-83-20-53701-7)
- Lekcja miłości (La Leçon d'amour), Gruner + Jahr Polska, 2003  (ISBN 978-83-8922-138-4)
- Pismak (L'Écrivaillon), Prószyński, 2005  (ISBN 978-83-7337-838-4)
- Samotność wilków (La Solitude des loups), 1977, réédition Prószyński, 2011  (ISBN 978-83-7469-406-3)
- Unieś mnie, wielki ptaku (Emmène-moi, grand oiseau), 1975, réédition Prószyński, 2006
- Urodzony z wiatru (Né du vent), Prószyński, 2006   (ISBN 978-83-7469-420-9)
- Zdrajca (Le Traître), Wydawnictwo WAM / Prószyński, 2007  (ISBN 978-83-7469-569-5)
- Wszyscy grzeszą (Tout le monde commet des péchés), Prószyński, 2007  (ISBN 978-83-7469-902-0)
- W imię zasad (Au nom des principes), Prószyński, 2011  (ISBN 978-83-7648-652-9)